# Hohhot Baita International Airport
Hohhot Baita International Airport är en flygplats i Kina. Den ligger i den autonoma regionen Inre Mongoliet, i den norra delen av landet, omkring 15 kilometer öster om regionhuvudstaden Hohhot.
Runt Hohhot Baita International Airport är det tätbefolkat, med 849 invånare per kvadratkilometer. Närmaste större samhälle är Hohhot, 15,1 km väster om Hohhot Baita International Airport. Trakten runt Hohhot Baita International Airport består i huvudsak av gräsmarker.
Genomsnittlig årsnederbörd är 602 millimeter. Den regnigaste månaden är juli, med i genomsnitt 185 mm nederbörd, och den torraste är januari, med 3 mm nederbörd.